# Мерт Рамазан Демір
Мерт Рамазан Демір (тур. Mert Ramazan Demir, нар. 28 січня 1998) — турецький актор. Найбільш відомий своєю участю в серіалах «Çiplak», «Ölüm Zamani» й «Шахмаран» та головною роллю в серіалі «Перелітний птах».

## Біографія
Рамазан Демір народився в Стамбулі, Туреччина. У старшій школі професійно займався футболом і баскетболом. Після — відвідував «Академію діалогового спілкування», де навчався у відомих інструкторів. У наступні роки його прийняли на програму консерваторії університету Бейкент. Там він працював з кінорежисерами Алі Білгіном і Семіхом Багчі над акторською роботою. Окрім цього, Рамазан Демір також відвідував семінари американської тренерки акторської майстерності Мішель Даннерс.

## Кар'єра
Одразу після навчання працював у різних теле- та кінопроєктах.
У 2016 році з'явився в незначній епізодичній ролі учня школи в серіалі «Hayat Bazen Tatlidir» та аналогічній ролі роком пізніше — у 2017 — у серіалі «Пані Фазілет і її доньки».
У 2019 році Рамазан Демір дебютував у своїй першій головній ролі у фільмі жахів «Üç Harfliler: Adak» (укр. Три апокрифи: Обітниця), а також зіграв у фільмі «Я — це ти» про біженців із Афганістану. Окрім цього, за його участі вийшов серіал «Sesinde Ask Var».
У 2020 з'являється в епізодичній ролі в популярному турецько-американському серіалі «Розквіт імперій: Османська держава». Того ж року виходять серіали «Ögretmen» від FOX, в якому Рамазан Демір уперше співпрацював із Афрою Сарачоглу, та «Çiplak».
Пізніше за його участі виходять серіал-кримінальний трилер «Ölüm Zamani» (2021) у співпраці з такими відомими акторами як Ахмет Мюмтаз Тайлан та Мерт Язиджиоглу, а також фільм від Netflix «UFO» (2022), де Рамазан Демір був у головній ролі.
У 2023 році з'являється у серіалі-фантастиці «Шахмаран» від Netflix. Того ж року на екрани виходить серіал «Перелітний птах», головна роль Феріта у якому разом із Афрою Сарачоглу в ролі Сейран, принесла Рамазану Деміру найбільші популярність і визнання.

## Цікаві факти
- Мерта Рамазана Деміра часто порівнюють із австралійським актором Джошем Г'юстоном[2].

## Фільмографія
| Рік  |   | Українська назва                   | Оригінальна назва        | Роль                             |
| ---- | - | ---------------------------------- | ------------------------ | -------------------------------- |
| 2022 | с | Перелітний птах                    | Yali Çapkini             | Феріт (101 епізод, головна роль) |
| 2023 | с | Шахмаран                           | Sahmaran                 | Джихан (8 епізодів)              |
| 2022 | ф | НЛО                                | UFO                      | Едже (головна роль)              |
| 2021 | с | Час смерті                         | Ölüm Zamani              | Айхан (8 епізодів)               |
| 2020 | с | Учитель                            | Ögretmen                 | Атеш (9 епізодів)                |
| 2020 | с | Гола                               | Çiplak                   | Джем (8 епізодів)                |
| 2020 | с | Розквіт імперій: Османська держава | Rise of Empires: Ottoman | Оточення Мехмеда 3 (5 епізодів)  |
| 2019 | ф | Я – це ти                          | I Am You                 | Ікрам                            |
| 2019 | с | У твоєму голосі звучить любов      | Sesinde Ask Var          | Буґра                            |
| 2019 | ф | Три апокрифи: Обітниця             | Üç Harfliler: Adak       | Метін (головна роль)             |
| 2017 | с | Пані Фазілет і її доньки           | Fazilet Hanim ve Kizlari | Учень школи (масовка)            |
| 2016 | с | Іноді життя солодке                | Hayat Bazen Tatlidir     | Учень школи (масовка)            |

## Нагороди
- BreakTudo Awards: «Міжнародний актор» — номінація[15].
- Turkey Youth Awards: «Найкращий ТВ актор» — номінація, «Найкраща ТВ пара» разом з Афрою Сарачоглу — номінація[16].
- 49. Премія «Золотий метелик». Найкращий актор — номінація. Найкраща пара серіалу разом з Афрою Сарачоглу — номінація[17].